# Judaspenningar
Judaspenningar (Lunaria annua) är en växtart i familjen korsblommiga växter.
Arten odlas som trädgårdsväxt, framförallt för sina rundade silverglänsande fröskidors skull, men också för blomningen. Fröskidorna kan användas som eterneller och det är fröskidornas dekorativa, lite myntliknande utseende, som har gett arten dess svenska namn, judaspenningar. Namnet kommer av den bibliska historien om de 30 silvermynt som Judas Iskariot skall ha fått för att förråda Jesus. Andra vardagliga svenska namn på judaspenningar är månviol eller vanlig månviol, något som dock kan leda till förväxling, då månviol även är namnet på en annan art i samma släkte, Lunaria rediviva. Judaspenningar, Lunaria annua, kan också kallas Judas silverpenningar.

## Beskrivning
Judaspenningar är en ett- eller tvåårig ört som kan bli omkring en meter hög. Bladen är stora och har en spetsig hjärtliknade form och är håriga. De nedre bladen har bladskaft, men de övre bladen har inga skaft. Stjälkarna är liksom bladen håriga. Blomningen infaller i maj till juni. Blommorna har fyra kronblad och mäter omkring två centimeter i diameter. Vanligen är blommorna violetta till rödvioletta, men det finns också vitblommiga exemplar, och har en svag, fin doft. Fröskidorna, också kallade fruktskidor, är platta och rundade (brett elliptiska) till formen. Fröskidan är tvårummig med en hinnartad och silverglänsande skiljevägg. Omogna fröskidor har gröna fruktväggar men när fröskidorna mognar lossnar fruktväggarna, valverna, medan skiljeväggen sitter kvar, vilket ger fröskidorna sitt silverglänsande utseende. Dessa "silverpenningar" kan sitta kvar en lång tid också efter att fröna släppts.

## Utbredning
Artens ursprungsområde är södra Europa. Den är som trädgårdsväxt införd till många andra delar av världen, som Nordamerika, södra Sydamerika och delar av Asien. Den har i många områden förvildats, inte minst i många länder i övriga Europa, men också i vissa länder på andra kontinenter, som USA, Kanada och Argentina.
I Sverige har judaspenningar länge odlats som trädgårdsväxt och kan ibland påträffas som förvildad. 

## Bildgalleri

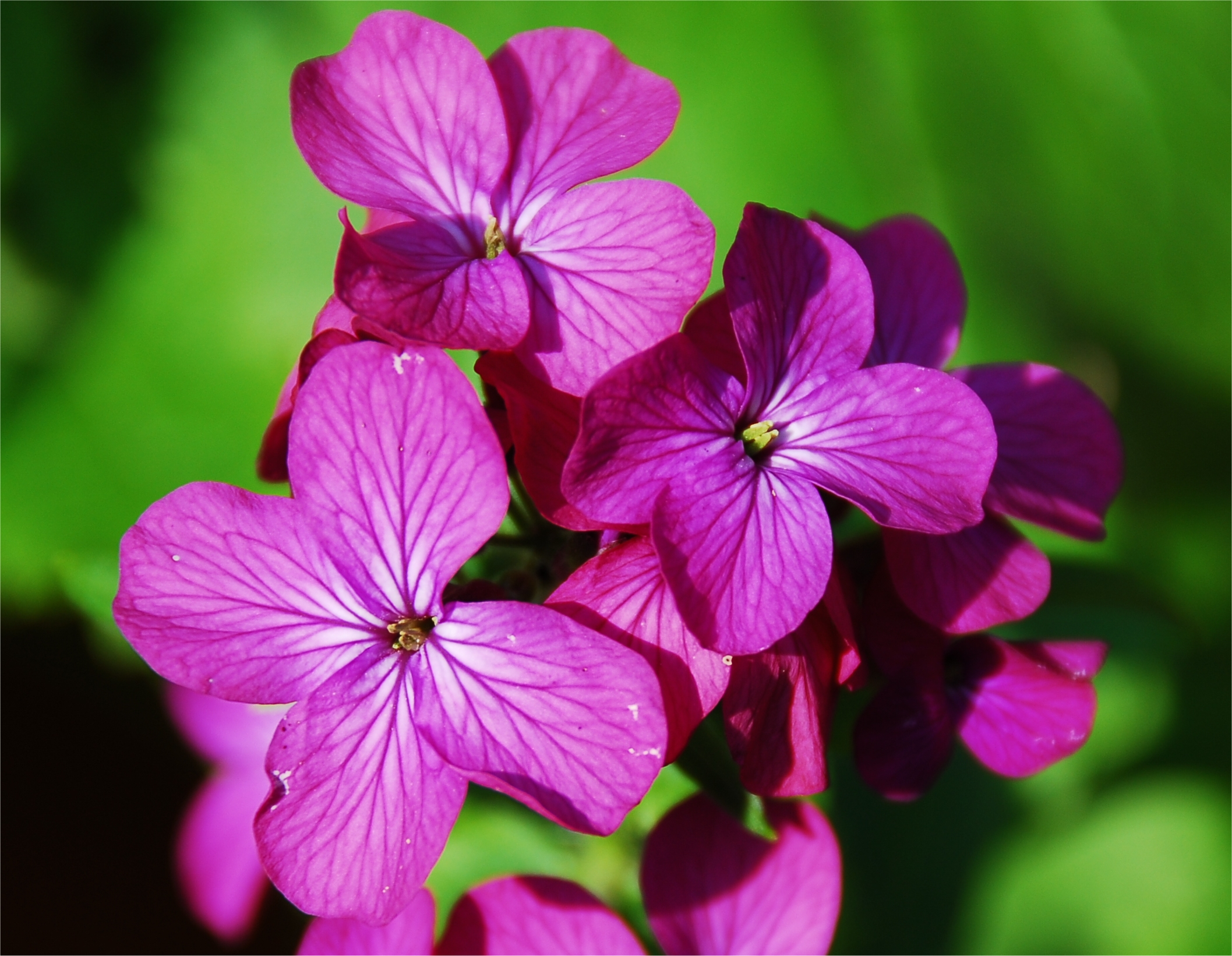
Närbild på blommor.
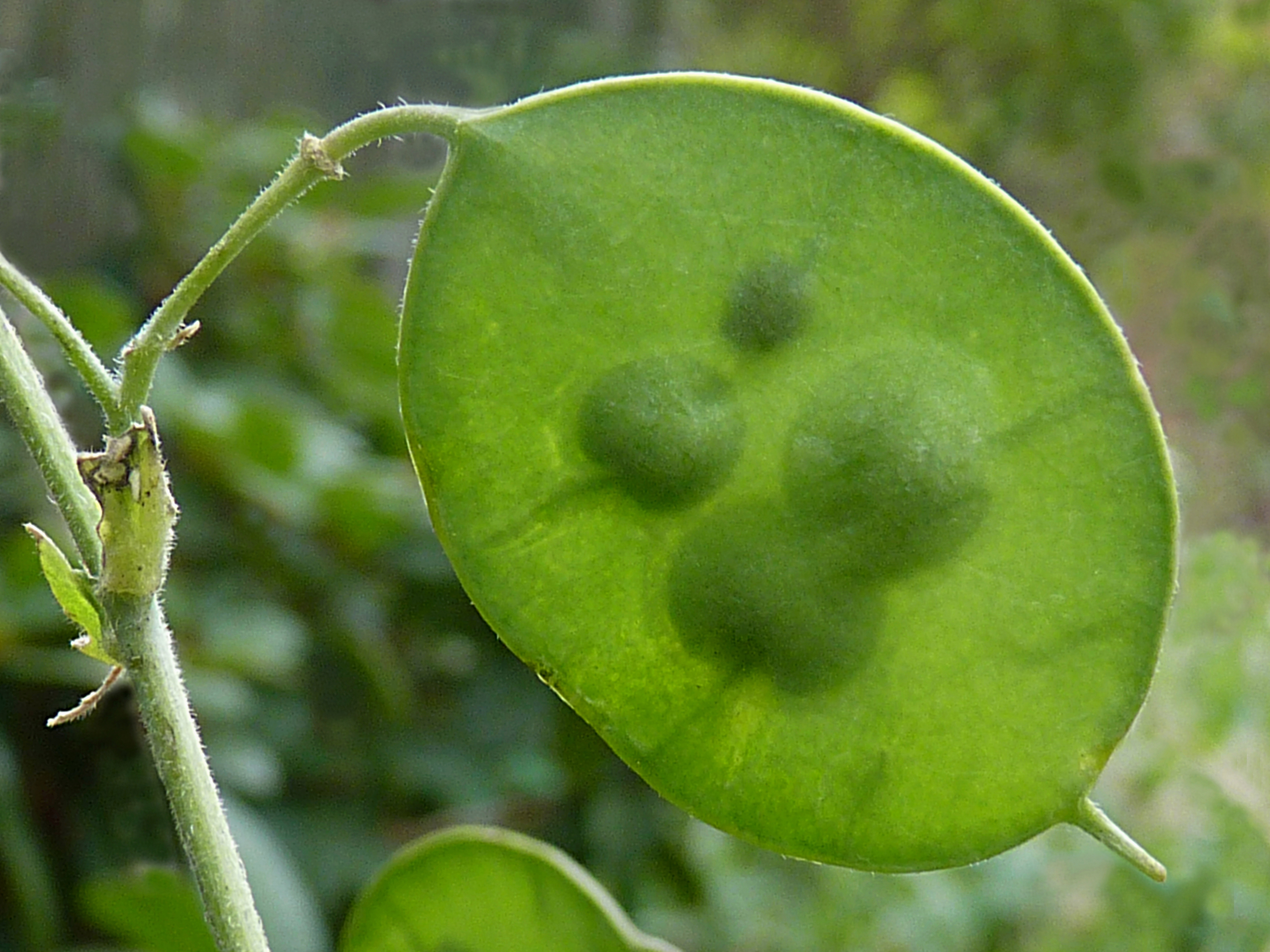
Omogen grön fröskida med frön inuti.
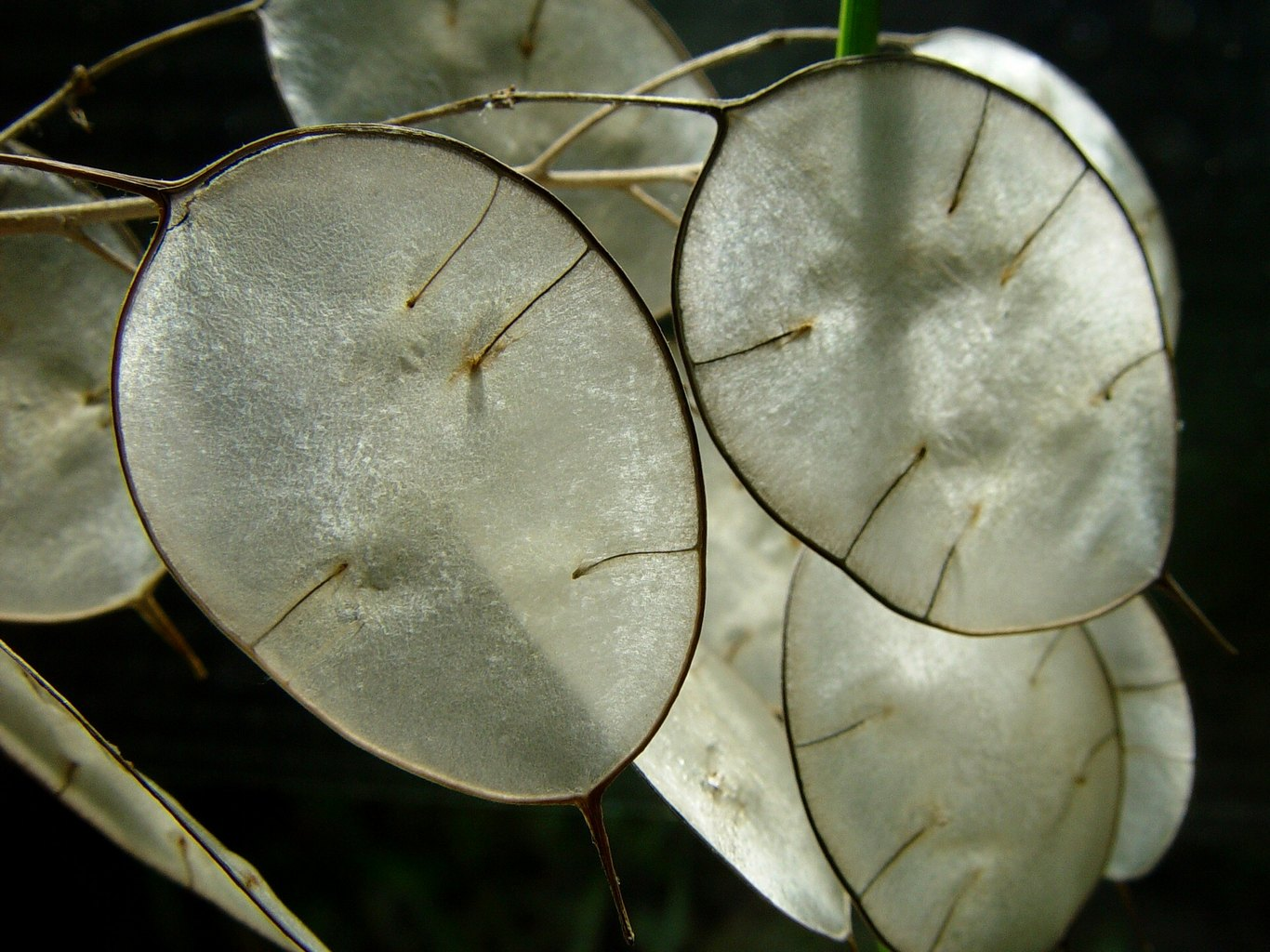
Efter att fröskidorna mognat och tappat sina fruktväggar sitter skiljeväggarna, "silverpenningarna", som gett den dess svenska namn kvar.